# Christoph Sumann
Christoph Sumann, né le 19 janvier 1976 à Judenburg, est un biathlète autrichien, qui est à l'origine fondeur. Il est quatre fois médaillé aux Jeux olympiques, dont deux fois individuellement.

## Carrière
Avant de devenir biathlète, il participait à des compétitions internationales de ski de fond depuis l'hiver 1993-1994 jusqu'en 2001, prenant part notamment à la Coupe du monde, où il finit deux fois quatrième et à deux éditions des Championnats du monde en 1997 et 2001. Faisant ses débuts en Coupe du monde de biathlon durant la saison 2000-2001, il remporte l'hiver suivant sa première épreuve, un sprint à Osrblie. Lors des Championnats du monde 2005 disputés à Hochfilzen, il décroche sa première médaille mondiale avec le bronze obtenu dans le relais. En janvier 2007, il renoue avec la victoire en gagnant la poursuite et la mass-start de Pokljuka. Lors des Mondiaux 2009, il est double médaillé d'argent à la mass-start (départ en masse) et en relais. En 2010, il est double médaillé d'argent aux Jeux olympiques en poursuite derrière Bjorn Ferry puis avec ses coéquipiers du relais avant de finir deuxième du classement général de la Coupe du monde et premier de celui de l'individuel, récoltant l'unique globe de cristal de sa carrière. Aux Championnats du monde 2011, il remporte la médaille de bronze sur l'individuel, montant sur son troisième podium individuel en grand championnat. En fin de saison 2012-2013, il connaît pour la dernière et sixième fois le goût du succès en Coupe du monde en remportant la poursuite enneigée de Khanty-Mansiïsk, devant les frères Fourcade (20/20 au tir).
En 2014, après une nouvelle médaille d'argent en relais obtenue aux Jeux olympiques de Sotchi, il décide de se retirer de la compétition de haut niveau.
En 2024, il rajoute à son palmarès rétrospectivement, quatorze ans après, une médaille olympique, en bronze sur la mass-start des Jeux olympiques 2010 à Vancouver, à la suite de la disqualification pour dopage du vainqueur russe Evgeny Ustyugov, Sumann ayant initialement fini quatrième.

## Palmarès en biathlon

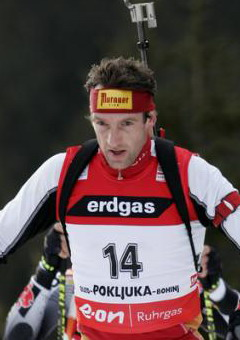
Christoph Sumann en 2007.

### Jeux olympiques d'hiver
| Épreuve / Édition                   | Individuel | Sprint | Poursuite                          | Départ groupé                       | Relais                             | Relais mixte                     |
| Jeux olympiques 2002 Salt Lake City | 22e        | DNF    | —                                  | Épreuve inexistante à cette date    | 6e                                 | Épreuve inexistante à cette date |
| Jeux olympiques 2006 Turin          | —          | 15e    | 7e                                 | 9e                                  | 17e                                | Épreuve inexistante à cette date |
| Jeux olympiques 2010 Vancouver      | 7e         | 12e    | Médaille d'argent, Jeux olympiques | Médaille de bronze, Jeux olympiques | Médaille d'argent, Jeux olympiques | Épreuve inexistante à cette date |
| Jeux olympiques 2014 Sotchi         | 24e        | 20e    | 12e                                | 27e                                 | Médaille d'argent, Jeux olympiques | —                                |

Légende :
- : première place, médaille d'or
- : deuxième place, médaille d'argent
- : troisième place, médaille de bronze
- — : pas de participation à l'épreuve
- DNF : abandon

### Championnats du monde
| Mondiaux \ Épreuve        | Individuel                | Sprint            | Poursuite         | Départ en masse          | Relais                    | Relais mixte                     |
| 2001 Pokljuka             | —                         | 12e               | 24e               | —                        | 8e                        | Épreuve inexistante à cette date |
| 2003 Khanty-Mansiïsk      | 10e                       | 8e                | 10e               | 29e                      | 8e                        | Épreuve inexistante à cette date |
| 2002 Oslo                 | JO Salt Lake City         | JO Salt Lake City | JO Salt Lake City | 14e                      | JO Salt Lake City         | Épreuve inexistante à cette date |
| 2004 Oberhof              | 63e                       | 53e               | DNF               | —                        | 9e                        | Épreuve inexistante à cette date |
| 2005 Hochfilzen           | 42e                       | —                 | —                 | —                        | Médaille de bronze, monde | —                                |
| 2007 Antholz              | 11e                       | 30e               | 15e               | 7e                       | 6e                        | —                                |
| 2008 Östersund            | 22e                       | 24e               | 17e               | 18e                      | 4e                        | —                                |
| 2009 Pyeongchang          | 17e                       | DNF               | —                 | Médaille d'argent, monde | Médaille d'argent, monde  | —                                |
| 2011 Khanty-Mansiïsk      | Médaille de bronze, monde | 27e               | 21e               | 11e                      | 8e                        | 6e                               |
| 2012 Ruhpolding           | 43e                       | 40e               | 42e               | —                        | 5e                        | 21e                              |
| 2013 Nové Město na Moravě | —                         | —                 | —                 | —                        | 4e                        | —                                |

Légende :

 : première place, médaille d'or

 : deuxième place, médaille d'argent

 : troisième place, médaille de bronze

— : n'a pas participé à cette épreuve

DNF : abandon

### Coupe du monde
- Meilleur classement général : 2e en 2010.
- 1 petit globe de cristal en 2010 (individuel).
- selon l'Union internationale de biathlon, qui inclut les Jeux olympiques et les Championnats du monde :
  - 19 podiums individuels : 6 victoires, 3 deuxièmes places et 10 troisièmes places.
  - 20 podiums en relais : 5 victoires, 8 deuxièmes places et 7 troisièmes places.

#### Classements en coupe du monde
| Saison    | Classement général final | Individuel | Sprint | Poursuite | Mass Start |
| 2000-2001 | 58e                      | -          | 47e    | 58e       |            |
| 2001-2002 | 18e                      | 31e        | 13e    | 27e       | 12e        |
| 2002-2003 | 15e                      | 13e        | 10e    | 19e       | 30e        |
| 2003-2004 | 40e                      | 42e        | 32e    | 39e       | 40e        |
| 2004-2005 | 47e                      | -          | -      | 32e       | 47e        |
| 2005-2006 | 16e                      | 49e        | 19e    | 10e       | 15e        |
| 2006-2007 | 9e                       | 10e        | 15e    | 13e       | 2e         |
| 2007-2008 | 32e                      | 37e        | 48e    | 26e       | 26e        |
| 2008-2009 | 6e                       | 5e         | 7e     | 9e        | 3e         |
| 2009-2010 | 2e                       | 1er        | 3e     | 5e        | 1er        |
| 2010-2011 | 8e                       | 8e         | 10e    | 13e       | 7e         |
| 2011-2012 | 33e                      | 25e        | 32e    | 26e       | 44e        |
| 2012-2013 | 34e                      | 32e        | 32e    | 34e       | 35e        |
| 2013-2014 | 29e                      | 38e        | 29e    | 17e       | -          |

#### Détail des victoires
| Saison / Épreuve | Individuel | Sprint         | Poursuite       | Mass Start | Total |
| 2001-2002        |            | Brezno-Osrblie |                 |            | 1     |
| 2006-2007        |            |                | Pokljuka        | Pokljuka   | 2     |
| 2008-2009        |            |                |                 | Oberhof    | 1     |
| 2009-2010        | Pokljuka   |                |                 |            | 1     |
| 2012-2013        |            |                | Khanty-Mansiïsk |            | 1     |
| Total            | 1          | 1              | 2               | 2          | 6     |

### IBU Cup
- 2 podiums, dont 1 victoire.

## Palmarès en ski de fond

### Championnats du monde
- 2 participations : 1997 (34e du 30 km) et 2001 (9e du sprint).

### Coupe du monde
- Meilleur classement général : 55e en 1998.
- Meilleure performance individuelle : deux fois quatrième en sprint.